# Khvodlān
Khvodlān (persiska: خودلان) är en ort i Iran.   Den ligger i provinsen Kurdistan, i den nordvästra delen av landet, 400 km väster om huvudstaden Teheran. Khvodlān ligger 1 950 meter över havet och antalet invånare är 368.
Terrängen runt Khvodlān är lite kuperad. Runt Khvodlān är det ganska glesbefolkat, med 30 invånare per kvadratkilometer. Khvodlān är det största samhället i trakten. Trakten runt Khvodlān består i huvudsak av gräsmarker.